# 横浜キヤノンイーグルス
横浜キヤノンイーグルス（英: Yokohama Canon Eagles）は、ジャパンラグビーリーグワンに所属しているラグビーチームである。略称は「横浜E」。ホストエリアは、横浜市と大分県。練習グラウンドはキヤノンスポーツパーク（東京都町田市）。

## 概要
1980年にキヤノンラグビー部として創設され、2010年にイーグルスの愛称を決定する。
チーム名の由来は、チームの母体であるキヤノンが1987年まで社員章として鷲を使用していたことによる。
鷲づかみでボールを運ぶ、鷲のような目と鷲のような爪で勝利をつかみに行く、という勝利への期待が込められている。
練習グラウンドは、町田市にあるキヤノンスポーツパークである。
2022年シーズンから横浜市をホストエリア、大分県をセカンドホストエリアとして活動している。大分県には、キヤノングループのカメラ生産拠点である大分キヤノンがある。
YC&ACグラウンド（横浜市）と、キヤノンスポーツパーク（町田市）で、小・中学生を対象としたイーグルスラグビーアカデミーを開校している。

### 略史
2002年度に関東社会人2部Aグループで7戦全勝し、翌年度から関東社会人1部へ昇格。
2009年1月にイースト11との入替戦に出場、1勝1敗でジャパンラグビートップイーストリーグに昇格した。
2012年2月にトップチャレンジ1において1位となり、翌年度からトップリーグへ昇格。
2021年7月16日、新リーグジャパンラグビーリーグワンの1部リーグに振り分けされることになった。また同日、チーム名を横浜キヤノンイーグルスに変更することを発表した。
リーグワンの2年目となる2022-23シーズンにおいて、リーグ戦を12チーム中4位となり、初めてプレーオフトーナメントに進出した。2023年5月19日の3位決定戦では、公式戦未勝利相手チームである東京サントリーサンゴリアスに逆転勝利し、チーム史上最高の3位となる。

## 理念・スローガン
- 理念として掲げる3つのキーワードは「尊敬・尊重」「規律」「情熱」[10]。
- スローガンは「Exciting & Quality Rugby」。質の高い、攻撃的でエキサイティングなラグビーでサポーターを魅了し、勝利にこだわり続ける[10]。

## マスコットキャラクター
- カノンちゃん（KANON Chan） - 出身は、いっかくじゅう座のわし星雲で、2015年7月24日に地球に到着。身長は15～175 cm、わし星雲のプリンセス[11]。
- 試合前やハーフタイムにはポンポンを持って登場し、選手たちを応援している。着用しているジャージの背番号は24番。
- リーグワンマスコット総選挙2022では準優勝。1位（リコーブラックラムズ東京のラムまる）との差はわずか11票だった[12]。
- リーグワンマスコット総選挙2022-23でも、ラムまるが連覇し、準優勝となった[13]。
- リーグワンマスコット総選挙2023-24で、ラムまるを2位に抑え、優勝した[14][15]。

## タイトル
最上位リーグ
なし
下位リーグ
- トップイーストリーグ／トップイーストリーグDiv.1　優勝：2回（2010, 2011）

## 成績

### リーグ戦戦績
出典
- 2000-2001シーズン 関東社会人リーグ3部Cグループ 優勝（6勝）、関東社会人リーグ2部昇格
- 2001-2002シーズン 関東社会人リーグ2部Bグループ 3位（5勝2敗）
- 2002-2003シーズン 関東社会人リーグ2部Aグループ 優勝（7勝）、関東社会人リーグ1部昇格
- 2003-2004シーズン 関東社会人リーグ1部 3位（7勝2敗）
- 2004-2005シーズン 関東社会人リーグ1部 3位（7勝2敗）
- 2005-2006シーズン 関東社会人リーグ1部 3位（7勝2敗）
- 2006-2007シーズン 関東社会人リーグ1部 6位（4勝6敗）
- 2007-2008シーズン 関東社会人リーグ1部 6位（4勝6敗）
- 2008-2009シーズン 関東社会人リーグ1部 2位（9勝2敗）、トップイーストリーグ昇格
- 2009-2010シーズン トップイーストリーグ 8位（4勝7敗）
- 2010-2011シーズン トップイーストリーグ 優勝（11勝）、トップチャレンジ1：3位、トップリーグ入替戦：敗戦、トップイーストリーグ Div.1残留
- 2011-2012シーズン トップイーストリーグ Div.1 優勝（8勝1分）、トップチャレンジ1：1位、トップリーグへ自動昇格
- 2012-2013シーズン トップリーグ 11位（3勝10敗）
- 2013-2014シーズン トップリーグ 総合順位7位（1stステージ：プールB4位 4勝3敗、2ndステージ：プールA7位 1勝6敗）
- 2014-2015シーズン トップリーグ 総合順位7位（1stステージ：プールB3位 4勝3敗、2ndステージ：プールA7位 1勝6敗）
- 2015年7月31日にはスーパーラグビーブルズのメンバーで構成されているブルー・ブルズと町田市立陸上競技場にて試合を行ったが、敗戦[18]。
- 2015-2016シーズン トップリーグ 6位（リーグ戦：プールB4位 5勝2敗、順位決定トーナメント：上位グループ 1回戦敗退、5-8位決定予備戦 勝利、5位決定戦 敗戦）
- 2016-2017シーズン トップリーグ 7位（8勝7敗）
- 2017-2018シーズン トップリーグ 10位（リーグ戦：ホワイトカンファレンス5位 4勝9敗、順位決定トーナメント：1回戦 勝利、9位決定戦 敗戦）
- 2018-2019シーズン トップリーグ 12位（リーグ戦：ホワイトカンファレンス7位 2勝4敗1分、順位決定トーナメント：1回戦 勝利、9位決定戦・11位決定戦・敗戦）、トップリーグカップ 8位（プール戦：2位 2勝1敗、順位決定トーナメント：1回戦 敗戦）
- 2020シーズン トップリーグカップ プール戦：敗退（4勝1敗 2位）、リーグ戦中止につき全チーム順位未確定（中止時点での成績：3勝3敗）
- 2021シーズン トップリーグプレーオフ5位

#### JAPAN RUGBY LEAGUE ONE
| シーズン | DIVISION  | 最終順位 | リーグ順位   | 試合数 | 勝点 | 勝 | 分 | 負 | 得点 | 失点 | 得失差 | プレーオフ  | 備考                        |
| -------- | --------- | -------- | ------------ | ------ | ---- | -- | -- | -- | ---- | ---- | ------ | ----------- | --------------------------- |
| 2022     | DIVISION1 | 6位      | 6位/12チーム | 16     | 45   | 10 | 0  | 6  | 453  | 349  | 104    | 出場なし    | [ 19 ]                      |
| 2022-23  | DIVISION1 | 3位      | 4位/12チーム | 16     | 54   | 10 | 2  | 4  | 588  | 321  | 267    | 3位/4チーム | [ 20 ] [ 21 ]               |
| 2023-24  | DIVISION1 | 4位      | 4位/12チーム | 16     | 49   | 10 | 0  | 6  | 518  | 446  | 72     | 4位/4チーム | [ 22 ] [ 23 ] [ 24 ] [ 25 ] |
| 2024-25  | DIVISION1 | 8位      | 8位/12チーム | 18     | 30   | 6  | 0  | 12 | 518  | 566  | -48    | 出場なし    | [ 26 ]                      |

## 2024-25シーズンの順位
| \| \| JAPAN RUGBY LEAGUE ONE 2024-25 順位表（2025年6月1日時点）出典：[27][28] \| 編集 \| | | | | | | | | | | | | | | | | | |
| リーグ戦 順位 | カンファレンス | チーム | 試合数 | 勝ち点 | 勝 | 分 | 負 | 得点 | 失点 | 得失点差 | T | G | PG | DG | 反則数 | プレーオフ (PO) / 入替戦 | 結果 |
| 優勝 | A | 東芝ブレイブルーパス東京 | 18 | 71 | 15 | 1 | 2 | 741 | 480 | 261 | 110 | 91 | 3 | 0 | 182 | 第13節でPO進出決定 | 優勝 |
| 2位 | B | 埼玉パナソニックワイルドナイツ | 18 | 71 | 14 | 2 | 2 | 727 | 437 | 290 | 99 | 71 | 30 | 0 | 161 | 第14節でPO進出決定 | 準決勝敗退 (4位) |
| 3位 | B | クボタスピアーズ船橋・東京ベイ | 18 | 69 | 14 | 2 | 2 | 606 | 361 | 245 | 87 | 54 | 20 | 1 | 179 | 第14節でPO進出決定 | 準優勝 |
| 4位 | A | 静岡ブルーレヴズ | 18 | 63 | 14 | 0 | 4 | 616 | 504 | 112 | 91 | 64 | 11 | 0 | 223 | 第15節でPO進出決定 | 準々決勝敗退（5位） |
| 5位 | A | コベルコ神戸スティーラーズ | 18 | 51 | 10 | 0 | 8 | 642 | 509 | 133 | 93 | 69 | 13 | 0 | 219 | 第16節でPO進出決定 | 準決勝敗退 (3位) |
| 6位 | B | 東京サントリーサンゴリアス | 18 | 40 | 8 | 2 | 8 | 542 | 568 | -26 | 73 | 48 | 26 | 1 | 179 | 第17節最終戦「横浜E対神戸S」でPO進出決定 | 準々決勝敗退（6位） |
| 7位 | B | リコーブラックラムズ東京 | 18 | 33 | 6 | 0 | 12 | 504 | 521 | -17 | 71 | 46 | 19 | 0 | 201 | | ‐ |
| 8位 | A | 横浜キヤノンイーグルス | 18 | 30 | 6 | 0 | 12 | 518 | 566 | -48 | 73 | 54 | 15 | 0 | 187 | | ‐ |
| 9位 | A | 三菱重工相模原ダイナボアーズ | 18 | 26 | 6 | 0 | 12 | 436 | 653 | -217 | 61 | 43 | 15 | 0 | 232 | | ‐ |
| 10位 | B | トヨタヴェルブリッツ | 18 | 24 | 4 | 1 | 13 | 445 | 617 | -172 | 65 | 42 | 12 | 0 | 214 | | ‐ |
| 11位 | B | 三重ホンダヒート | 18 | 18 | 4 | 0 | 14 | 417 | 711 | -294 | 60 | 39 | 13 | 0 | 208 | 第17節で「11位・入替戦出場」が確定 | 残留 |
| 12位 | A | 浦安D-Rocks | 18 | 14 | 3 | 0 | 15 | 465 | 732 | -267 | 66 | 48 | 13 | 0 | 223 | 第17節で「12位・入替戦出場」が確定 | 残留 |
| | | | | | | | | | | | | | | | | | |
| - 勝ち点は、勝ち4点、引き分け2点、負け0点。 - ただし、7点差以内の負けは1点を付与、3トライ差以上での勝ちは追加で1点を付与。 - 同じ勝ち点である場合は下記の順番で順位を決定する。 1. 勝ち点 2. 勝利数 3. ①および②が同数であったチーム間の勝ち点 4. ①、②および③が同数であったチーム間の得失点差 5. 全試合の得失点差 6. 当該チーム間のトライ数 7. 全試合でのトライ数 8. 当該チーム間のトライ後のゴール数 9. 全試合でのトライ後のゴール数 10. 抽選 | - 勝ち点は、勝ち4点、引き分け2点、負け0点。 - ただし、7点差以内の負けは1点を付与、3トライ差以上での勝ちは追加で1点を付与。 - 同じ勝ち点である場合は下記の順番で順位を決定する。 1. 勝ち点 2. 勝利数 3. ①および②が同数であったチーム間の勝ち点 4. ①、②および③が同数であったチーム間の得失点差 5. 全試合の得失点差 6. 当該チーム間のトライ数 7. 全試合でのトライ数 8. 当該チーム間のトライ後のゴール数 9. 全試合でのトライ後のゴール数 10. 抽選 | - 勝ち点は、勝ち4点、引き分け2点、負け0点。 - ただし、7点差以内の負けは1点を付与、3トライ差以上での勝ちは追加で1点を付与。 - 同じ勝ち点である場合は下記の順番で順位を決定する。 1. 勝ち点 2. 勝利数 3. ①および②が同数であったチーム間の勝ち点 4. ①、②および③が同数であったチーム間の得失点差 5. 全試合の得失点差 6. 当該チーム間のトライ数 7. 全試合でのトライ数 8. 当該チーム間のトライ後のゴール数 9. 全試合でのトライ後のゴール数 10. 抽選 | - 勝ち点は、勝ち4点、引き分け2点、負け0点。 - ただし、7点差以内の負けは1点を付与、3トライ差以上での勝ちは追加で1点を付与。 - 同じ勝ち点である場合は下記の順番で順位を決定する。 1. 勝ち点 2. 勝利数 3. ①および②が同数であったチーム間の勝ち点 4. ①、②および③が同数であったチーム間の得失点差 5. 全試合の得失点差 6. 当該チーム間のトライ数 7. 全試合でのトライ数 8. 当該チーム間のトライ後のゴール数 9. 全試合でのトライ後のゴール数 10. 抽選 | - 勝ち点は、勝ち4点、引き分け2点、負け0点。 - ただし、7点差以内の負けは1点を付与、3トライ差以上での勝ちは追加で1点を付与。 - 同じ勝ち点である場合は下記の順番で順位を決定する。 1. 勝ち点 2. 勝利数 3. ①および②が同数であったチーム間の勝ち点 4. ①、②および③が同数であったチーム間の得失点差 5. 全試合の得失点差 6. 当該チーム間のトライ数 7. 全試合でのトライ数 8. 当該チーム間のトライ後のゴール数 9. 全試合でのトライ後のゴール数 10. 抽選 | - 勝ち点は、勝ち4点、引き分け2点、負け0点。 - ただし、7点差以内の負けは1点を付与、3トライ差以上での勝ちは追加で1点を付与。 - 同じ勝ち点である場合は下記の順番で順位を決定する。 1. 勝ち点 2. 勝利数 3. ①および②が同数であったチーム間の勝ち点 4. ①、②および③が同数であったチーム間の得失点差 5. 全試合の得失点差 6. 当該チーム間のトライ数 7. 全試合でのトライ数 8. 当該チーム間のトライ後のゴール数 9. 全試合でのトライ後のゴール数 10. 抽選 | - 勝ち点は、勝ち4点、引き分け2点、負け0点。 - ただし、7点差以内の負けは1点を付与、3トライ差以上での勝ちは追加で1点を付与。 - 同じ勝ち点である場合は下記の順番で順位を決定する。 1. 勝ち点 2. 勝利数 3. ①および②が同数であったチーム間の勝ち点 4. ①、②および③が同数であったチーム間の得失点差 5. 全試合の得失点差 6. 当該チーム間のトライ数 7. 全試合でのトライ数 8. 当該チーム間のトライ後のゴール数 9. 全試合でのトライ後のゴール数 10. 抽選 | - 勝ち点は、勝ち4点、引き分け2点、負け0点。 - ただし、7点差以内の負けは1点を付与、3トライ差以上での勝ちは追加で1点を付与。 - 同じ勝ち点である場合は下記の順番で順位を決定する。 1. 勝ち点 2. 勝利数 3. ①および②が同数であったチーム間の勝ち点 4. ①、②および③が同数であったチーム間の得失点差 5. 全試合の得失点差 6. 当該チーム間のトライ数 7. 全試合でのトライ数 8. 当該チーム間のトライ後のゴール数 9. 全試合でのトライ後のゴール数 10. 抽選 | - 勝ち点は、勝ち4点、引き分け2点、負け0点。 - ただし、7点差以内の負けは1点を付与、3トライ差以上での勝ちは追加で1点を付与。 - 同じ勝ち点である場合は下記の順番で順位を決定する。 1. 勝ち点 2. 勝利数 3. ①および②が同数であったチーム間の勝ち点 4. ①、②および③が同数であったチーム間の得失点差 5. 全試合の得失点差 6. 当該チーム間のトライ数 7. 全試合でのトライ数 8. 当該チーム間のトライ後のゴール数 9. 全試合でのトライ後のゴール数 10. 抽選 | - 勝ち点は、勝ち4点、引き分け2点、負け0点。 - ただし、7点差以内の負けは1点を付与、3トライ差以上での勝ちは追加で1点を付与。 - 同じ勝ち点である場合は下記の順番で順位を決定する。 1. 勝ち点 2. 勝利数 3. ①および②が同数であったチーム間の勝ち点 4. ①、②および③が同数であったチーム間の得失点差 5. 全試合の得失点差 6. 当該チーム間のトライ数 7. 全試合でのトライ数 8. 当該チーム間のトライ後のゴール数 9. 全試合でのトライ後のゴール数 10. 抽選 | - 勝ち点は、勝ち4点、引き分け2点、負け0点。 - ただし、7点差以内の負けは1点を付与、3トライ差以上での勝ちは追加で1点を付与。 - 同じ勝ち点である場合は下記の順番で順位を決定する。 1. 勝ち点 2. 勝利数 3. ①および②が同数であったチーム間の勝ち点 4. ①、②および③が同数であったチーム間の得失点差 5. 全試合の得失点差 6. 当該チーム間のトライ数 7. 全試合でのトライ数 8. 当該チーム間のトライ後のゴール数 9. 全試合でのトライ後のゴール数 10. 抽選 | - 勝ち点は、勝ち4点、引き分け2点、負け0点。 - ただし、7点差以内の負けは1点を付与、3トライ差以上での勝ちは追加で1点を付与。 - 同じ勝ち点である場合は下記の順番で順位を決定する。 1. 勝ち点 2. 勝利数 3. ①および②が同数であったチーム間の勝ち点 4. ①、②および③が同数であったチーム間の得失点差 5. 全試合の得失点差 6. 当該チーム間のトライ数 7. 全試合でのトライ数 8. 当該チーム間のトライ後のゴール数 9. 全試合でのトライ後のゴール数 10. 抽選 | - 勝ち点は、勝ち4点、引き分け2点、負け0点。 - ただし、7点差以内の負けは1点を付与、3トライ差以上での勝ちは追加で1点を付与。 - 同じ勝ち点である場合は下記の順番で順位を決定する。 1. 勝ち点 2. 勝利数 3. ①および②が同数であったチーム間の勝ち点 4. ①、②および③が同数であったチーム間の得失点差 5. 全試合の得失点差 6. 当該チーム間のトライ数 7. 全試合でのトライ数 8. 当該チーム間のトライ後のゴール数 9. 全試合でのトライ後のゴール数 10. 抽選 | - 勝ち点は、勝ち4点、引き分け2点、負け0点。 - ただし、7点差以内の負けは1点を付与、3トライ差以上での勝ちは追加で1点を付与。 - 同じ勝ち点である場合は下記の順番で順位を決定する。 1. 勝ち点 2. 勝利数 3. ①および②が同数であったチーム間の勝ち点 4. ①、②および③が同数であったチーム間の得失点差 5. 全試合の得失点差 6. 当該チーム間のトライ数 7. 全試合でのトライ数 8. 当該チーム間のトライ後のゴール数 9. 全試合でのトライ後のゴール数 10. 抽選 | - 勝ち点は、勝ち4点、引き分け2点、負け0点。 - ただし、7点差以内の負けは1点を付与、3トライ差以上での勝ちは追加で1点を付与。 - 同じ勝ち点である場合は下記の順番で順位を決定する。 1. 勝ち点 2. 勝利数 3. ①および②が同数であったチーム間の勝ち点 4. ①、②および③が同数であったチーム間の得失点差 5. 全試合の得失点差 6. 当該チーム間のトライ数 7. 全試合でのトライ数 8. 当該チーム間のトライ後のゴール数 9. 全試合でのトライ後のゴール数 10. 抽選 | - 勝ち点は、勝ち4点、引き分け2点、負け0点。 - ただし、7点差以内の負けは1点を付与、3トライ差以上での勝ちは追加で1点を付与。 - 同じ勝ち点である場合は下記の順番で順位を決定する。 1. 勝ち点 2. 勝利数 3. ①および②が同数であったチーム間の勝ち点 4. ①、②および③が同数であったチーム間の得失点差 5. 全試合の得失点差 6. 当該チーム間のトライ数 7. 全試合でのトライ数 8. 当該チーム間のトライ後のゴール数 9. 全試合でのトライ後のゴール数 10. 抽選 | - 上位6チームは、プレーオフへ進出。 - 1位と2位には、 プレーオフ1回戦が免除され、 準々決勝から出場するシード権が与えられる。 - 11位はDIVISION2の2位と、 12位はDIVISION2の1位と、 それぞれ入替戦を行う。 | - 上位6チームは、プレーオフへ進出。 - 1位と2位には、 プレーオフ1回戦が免除され、 準々決勝から出場するシード権が与えられる。 - 11位はDIVISION2の2位と、 12位はDIVISION2の1位と、 それぞれ入替戦を行う。 |
| | JAPAN RUGBY LEAGUE ONE 2024-25 順位表（2025年6月1日時点）出典： | 編集 | | | | | | | | | | | | | | | |

## 2025-26シーズンのスコッド
開幕前、2025-26シーズンでの選手登録までは、「チームに所属している選手」の一覧に過ぎないことに留意。
カテゴリA（日本代表の実績または資格あり）は、試合登録枠17名以上、同時出場可能枠11名以上。カテゴリB（日本代表の資格獲得見込み）は、試合登録枠・同時出場可能枠ともに任意。カテゴリC（他国代表歴あり等、カテゴリ A, B以外）は、試合登録枠3名以下。
横浜キヤノンイーグルスの2025-26シーズンのスコッドは下記のとおり。2025年6月30日現在。
ヘッドコーチ: レオン・マクドナルド
| 選手                     | ポジション                  | 身長  | 体重  | 誕生日（年齢）         | 登録区分  |
| ------------------------ | --------------------------- | ----- | ----- | ---------------------- | --------- |
| 南友紀                   | プロップ                    | 172cm | 96kg  | 1993年10月23日（31歳） | カテゴリA |
| 杉本達郎                 | プロップ                    | 175cm | 110kg | 1996年9月30日（28歳）  | カテゴリA |
| 三好優作                 | プロップ                    | 174cm | 102kg | 1998年5月14日（27歳）  | カテゴリA |
| 松岡将大                 | プロップ                    | 181cm | 101kg | 1997年7月31日（27歳）  | カテゴリA |
| 岡部崇人                 | プロップ                    | 180cm | 105kg | 1995年2月19日（30歳）  | カテゴリA |
| 祝原涼介                 | プロップ                    | 184cm | 115kg | 1996年10月6日（28歳）  | カテゴリA |
| 知念雄                   | プロップ                    | 183cm | 120kg | 1990年11月18日（34歳） | カテゴリA |
| ネスタ・マヒナ           | プロップ                    | 171cm | 113kg | 2000年10月28日（24歳） | カテゴリA |
| 庭井祐輔                 | フッカー                    | 174cm | 95kg  | 1991年10月22日（33歳） | カテゴリA |
| 中村駿太                 | フッカー                    | 176cm | 100kg | 1994年2月28日（31歳）  | カテゴリA |
| 平石颯                   | フッカー                    | 179cm | 103kg | 2002年2月9日（23歳）   | カテゴリA |
| 土一海人                 | フッカー                    | 176cm | 100kg | 1999年7月2日（25歳）   | カテゴリA |
| トム・ジェフリーズ       | ロック                      | 203cm | 114kg | 1999年3月15日（26歳）  | カテゴリB |
| コルマック・ダリー       | ロック                      | 199cm | 120kg | 1998年5月1日（27歳）   | カテゴリB |
| リアキマタギ・モリ       | ロック                      | 197cm | 114kg | 1990年1月4日（35歳）   | カテゴリA |
| 久保克斗                 | ロック                      | 192cm | 108kg | 1998年11月7日（26歳）  | カテゴリA |
| 安井龍太                 | ロック                      | 187cm | 105kg | 1989年12月6日（35歳）  | カテゴリA |
| 秋山大地 (ラグビー選手)  | ロック                      | 192cm | 114kg | 1996年11月14日（28歳） | カテゴリA |
| ディノ・ラム             | ロック                      | 198cm | 119kg | 1998年4月18日（27歳）  | カテゴリC |
| ビリー・ハーモン         | フランカー                  | 187cm | 104kg | 1994年12月23日（30歳） | カテゴリB |
| 古川聖人                 | フランカー                  | 179cm | 94kg  | 1996年12月6日（28歳）  | カテゴリA |
| シオエリ・ヴァカラヒ     | フランカー                  | 178cm | 110kg | 1998年5月15日（27歳）  | カテゴリA |
| レキマ・ナサミラ         | フランカー                  | 190cm | 123kg | 1998年12月27日（26歳） | カテゴリA |
| ジャンドレ・ラブスカフニ | フランカー/ロック           | 195cm | 106kg | 1999年7月17日（25歳）  | カテゴリC |
| シオネ・ラベマイ         | フランカー/ナンバー8        | 190cm | 120kg | 1994年5月8日（31歳）   | カテゴリA |
| サウマキアマナキ         | フランカー/ナンバー8        | 189cm | 110kg | 1997年3月8日（28歳）   | カテゴリA |
| シオネ・ハラシリ         | ナンバー8                   | 180cm | 120kg | 1999年10月15日（25歳） | カテゴリA |
| アミニアシ・ショー       | ナンバー8/フランカー/ロック | 185cm | 107kg | 2000年3月13日（25歳）  | カテゴリA |
| ファフ・デクラーク       | スクラムハーフ              | 172cm | 88kg  | 1991年10月19日（33歳） | カテゴリC |
| 山菅一史                 | スクラムハーフ              | 164cm | 78kg  | 1997年12月3日（27歳）  | カテゴリA |
| 天野寿紀                 | スクラムハーフ              | 170cm | 80kg  | 1990年10月27日（34歳） | カテゴリA |
| 荒井康植                 | スクラムハーフ              | 175cm | 80kg  | 1993年5月14日（32歳）  | カテゴリA |
| 土永旭                   | スクラムハーフ              | 171cm | 76kg  | 2003年1月9日（22歳）   | カテゴリA |
| 小倉順平                 | スタンドオフ                | 172cm | 80kg  | 1992年7月11日（32歳）  | カテゴリA |
| 田村優                   | スタンドオフ                | 181cm | 92kg  | 1989年1月9日（36歳）   | カテゴリA |
| 武藤ゆらぎ               | スタンドオフ                | 170cm | 77kg  | 2001年7月30日（23歳）  | カテゴリA |
| 竹澤正祥                 | ウイング                    | 176cm | 86kg  | 1995年5月5日（30歳）   | カテゴリA |
| 松井千士                 | ウイング                    | 183cm | 88kg  | 1994年11月11日（30歳） | カテゴリA |
| 高木一成                 | ウイング                    | 176cm | 84kg  | 1997年6月23日（28歳）  | カテゴリA |
| 石田吉平                 | ウイング                    | 167cm | 74kg  | 2000年4月28日（25歳）  | カテゴリA |
| リーバイ・アウムア       | センター/ウイング           | 185cm | 107kg | 1994年10月9日（30歳）  | カテゴリC |
| 江藤良                   | センター                    | 181cm | 94kg  | 2000年1月9日（25歳）   | カテゴリA |
| ヴィリアメ・タカヤワ     | センター                    | 184cm | 103kg | 1997年2月21日（28歳）  | カテゴリA |
| 梶村祐介                 | センター                    | 181cm | 95kg  | 1995年9月13日（29歳）  | カテゴリA |
| ジェシー・クリエル       | センター                    | 185cm | 95kg  | 1994年2月15日（31歳）  | カテゴリC |
| 田畑凌                   | センター                    | 177cm | 93kg  | 1996年7月5日（28歳）   | カテゴリA |
| 猿田湧                   | フルバック                  | 184cm | 88kg  | 1998年6月4日（27歳）   | カテゴリA |
| 普久原琉                 | フルバック                  | 178cm | 85kg  | 2000年11月3日（24歳）  | カテゴリA |
| ブレンダン・オーウェン   | ユーティリティー・バックス  | 192cm | 97kg  | 1996年9月23日（28歳）  | カテゴリB |
| 森勇登                   | ユーティリティー・バックス  | 174cm | 85kg  | 1998年11月14日（26歳） | カテゴリA |

## 過去の所属選手
- 小笠原大樹
- 甲斐洋充
- 田瀬慎之介
- 田井中啓彰
- 田原圭祐
- 立川大介
- 真羽闘力
- 今村友基
- 瓜生靖治
- イサイア・トエアヴァ
- 守屋篤
- 大居広樹
- アリシ・トゥプアイレイ
- ハビリロッキー
- マウ・ジョシュア
- レメキ・ロマノ・ラヴァ
- アイブスジャスティン
- 芦谷勇帆
- トマシ・ソンゲタ
- アダム・トムソン
- 落合佑輔
- 小野澤宏時
- 宍戸要介
- 清水直志
- 菅谷優
- 竹山浩史
- 森田慶良
- 吉田健
- レイルア・マーフィー
- 和田拓
- 山本貢
- アライモアナ・モツアプアカ
- 菊谷崇
- コーリー・トーマス
- 日高駿
- フォルクナーケイン
- ケーン・トンプソン
- 高城良太
- 福居武
- ジャン・クロード・ルース
- 林大成
- 森谷直貴
- ルワジ・ンヴォヴォ
- 菅原崇聖
- 設樂哲也
- 清水新也
- ウィリー・ルルー
- フィリップ・ヴァン・ダー・ウォルト
- フィナウ・トゥパ
- 植松宗之
- 野口裕也
- ティム・ベネット
- 藤近紘二郎
- イズラエル・ダグ
- マイケル・ドーセット
- 金子峻大
- 山路泰生
- 城彰
- セフ・ファアガセ
- 湯澤奨平
- リニーア・ベルナルド
- フレッド・ゼイリンガ
- 小林健太郎
- 原田季郎
- 藤本健友
- 上田聖
- 金子大介
- エフィ・マアフ
- ジャン・デ・クラーク
- 宇佐美和彦
- ジェシー・パレテ
- イオンギ譲
- 吉田光治郎
- エドワード・カーク
- 上原哲
- 三友良平
- 橋野皓介
- ホセア・サウマキ
- 三島藍伴
- 田中史朗
- 五十嵐優
- 船木頌介
- 高島忍
- アニセサムエラ
- 田中真一
- 占部航典
- サウマキアマナキ
- 松山光秀
- マイケル・ボンド
- 東恩納寛太
- 朴成浩
- コリー・ヒル
- 杉永亮太
- 永富健太郎
- 山田聖也
- ハヴィリリッチー
- 山本雄貴

【2024年5月退団↓】
- 中川和真
- エスピー・マレー
- コーバス・ファンダイク
- 安昌豪
- ソセフォ・ファカタヴァ
- 津嘉山廉人
- 薬師寺晃
- マックス・ダグラス
- ミッチェル・ブラウン
- 喜連航平
- イノケ・ブルア
- ルテル・ラウララ
- ローハン・ヤンセ・ファンレンズバーグ

【2025年5月退団↓】
- 嶋田直人
- 南橋直哉
- アマナキ・レレイ・マフィ
- 吉田大亮
- 川村慎
- 松木勇斗
- 小川寛大
- マシュー・フィリップ
- ゴールディング光士

## 不祥事
- 2024年6月14日、東京都日野市の路上で所属選手が押していた自転車が、通行人である20代男性に当たって口論となり、選手は相手の顔に頭突きをして軽傷を負わせた疑いで、駆け付けた署員により現行犯逮捕された[39][40][41]。6月19日に横浜キヤノンイーグルスは、当該選手を当面のあいだ自宅謹慎とし、3か月間のチーム施設利用とチーム活動参加を禁止することを発表した[42][43]。同日、ジャパンラグビーリーグワンは処分の検討に入った[44]。